# Cocktailshaker
En cocktailshaker er en beholder, der bruges til at blandet drikkevarer (normalt Alkoholiske drikkevarer) ved at shake dem. Når der puttes is kan man nedkøle væske hurtigere inden den bliver serveret.
En cocktail fremstilles ved at hælde de ønskede ingredienser (typisk spiritus, frugtjuice, sirup, likører og isterninger) i en cocktail shaker. Herefter rystes den kraftigt i 10-20 sekunder afhængig af størrelsen og mængden af is.